# Burghsluis
Burghsluis est un hameau appartenant à la commune néerlandaise de Schouwen-Duiveland, situé dans la province de la Zélande.